# Гэнсэй-рю
Гэнсэй-рю (яп. 玄制流 гэнсэй-рю:) — стиль каратэ, уходящий корнями в окинавские боевые искусства, а именно стиль сюри-тэ. Его разработал Сэйкэн Сюкуминэ (1925—2001) на основе классических техник. У Сюкуминэ было два известных учителя: Садояма и Кисимото. Название «Гэнсэй-рю» было впервые использовано в 1953 году.

## Название
Первый иероглиф названия («гэн», 玄) означает «таинственный», «оккультный» и «вселенная», а также «тонкую и глубокую истину». Второй («сэй», 制) переводится как «контроль», «закон» или «правило», но также и как «создание формы». Последний («рю», 流), который означает «направление» или «система». Сочетание «гэнсэй» в школе интерпретируется как «преследовать глубокую истину и прояснять её через форму», которую можно расценивать как физически, так и духовно.

## История
Корни Гэнсэй-рю уходят в старинный стиль каратэ под названием Сюри-тэ. Некоторые источники называют источником Томари-тэ, но различия между ними были минимальны, оба этих стиля способствовали развитию Сёрин-рю. В 1920-х и 1930-х годах на Окинаве было три основных стиля каратэ, названных в честь городов, где они были созданы: Наха, Томари и Сюри. Эти три стиля (Наха-Тэ, Томари-Тэ и Сюри-Тэ) иногда называют более общо окинавским каратэ.
Мацумура «Буси» Сокон (1809—1898) был мастером Сюри-тэ. В числе его многочисленных учеников, ставших знаменитыми каратистами, Ясуцунэ (Анко) Итосу, учитель Гитина Фунакоси. Менее известным учеником был Буси Такэмура. Он разработал версию ката «кусянку», которая до сих пор преподаётся в Гэнсэй-рю и Бугэйкан. Одним из учеников Такэмуры был Кисимото (1862—1945, иногда годом рождения называют 1868). Такэмура обучал Сэйкэна Сюкуминэ дальше.
Сэйкэн Сюкуминэ, родившийся 9 декабря 1925 года в Наго на острове Окинава, начал заниматься каратэ в возрасте 8 лет, его учителем стал Анко Садояма, мастера корю-карате. Он обучал Сюкуминэ четыре года. Когда Сюкуминэ было около 14 лет, он был принят на обучение к Соко Кисимото. За всю жизнь Кисимото взял всего девять учеников, и Сюкуминэ пришлось долго упрашивать его. Другой источник утверждает, что Сэйкэн Сюкуминэ был принят после того, как прошёл своеобразный экзамен: Кисимото внезапно с силой бросил кусок древесного угля в Сюкуминэ, а тот уклонился. Кисимото принял его в ученики при одном условии: пообещать сохранить техники в тайне.
Во время Второй мировой войны 18-летний Сюкуминэ был призван в военно-морской флот и должен был присоединиться к японскому корпусу камикадзе и стать пилотом «кайтэна», небольшого одноместного судна со взрывчаткой, который должен подорваться у американского военного корабля. Сюкуминэ обучили маневрировать между защитными стальными сетками, которые окружали корабли для защиты от кайтэнов.
В атаку Сюкуминэ так и не отправили, и он пережил войну. Вернувшись домой, он обнаружил, что Окинава разрушена обстрелами, а мастер Кисимото был убит в 1945 году. Сюкуминэ оставался в одиночестве в течение нескольких лет, в это время он начал развивать свой стиль каратэ, объединив знакомые ему техники Садоямы и Кисимото со знаниями, полученными во время тренировки для управления кайтэном.
В 1949 году в городе Ито в Сидзуока Сэйкэн Сюкуминэ впервые продемонстрировал свои техники каратэ. В октябре 1950 года Сэйкэн Сюкуминэ участвовал в каратэ-выставке, организованной Nippon Television. В этой демонстрации участвовали и другие мастера, такие как Хидатака Нисияма (Японская ассоциация каратэ, JKA), Ясухиро Кониси (Рёбукай), Рюсё Сакагами (Итоцукай), Хироси Кэндзё (Кэнсюкай), Канки Идзумикава и Сэйити Акаминэ (оба — Годзю-рю). Сюкуминэ продемонстрировал ката косёкун-дай, техникой тамэсивари сломал 34 кровельных черепицы ребром открытой руки и хатидан-тоби-гэри (8 ударов ногой в одном прыжке) В начале 1950-х годов Сюкуминэ создал ката «сансай», признанное шедевром каратэ Гэнсэй-рю.
В 1953 году Сюкуминэ начал давать уроки на военной базе Татикава бойцам Сил самообороны, впоследствии он преподавал во многих додзё в университетах и компаниях в Токио и его окрестностях. В 1953 году Сюкуминэ официально назвал свои техники Гэнсэй-рю.
В 1964 году Сюкуминэ опубликовал книгу «Син Каратэдо Кёхан» (Shin Karatedō Kyōhan), в которой он описывает основы корю-каратэ. Некоторые из ката в книге подробно объясняются с фотографиями:
- Тэнъи-но ката
- Тии-но ката
- Дзинъи-но ката
- Сансай
- корю-найфанти (ナイファンチ)
- корю-бассай
- корю-кусанку (クーシャンクー)

В этой книге упоминается еще много ката, без рисунков, в общей сложности около 44, в том числе тайкиоку-сёдан, тэнсё-но-ката, ванкан и т. д. В книге он упоминает название Гэнсэй-рю несколько раз. Сюкуминэ добавил к классическим корю-ката несколько созданных им самим: тэнъи, тии, дзинъи и сансай.
С 1960-х годов Гэнсэй-рю начало распространяться также за пределами Японии, в таких странах, как США, Испания, Финляндия, Нидерланды, Дания, Австралия, Бразилия, Индия и др.
Из этого боевого искусства в 1965 году Сюкуминэ создал стиль Тайдо. Многие ученики перешли за ним, однако продолжает функционировать и Международная федерация Гэнсэй-рю.

## Характеристики Гэнсэй-рю
Сюкуминэ был также известен как философ, и во время войны он научился концепции неожиданной атаки, которую воплотил в Гэнсэй-рю.
Ката сансай получило широкую известность как типичное для Гэнсэй-рю. Другие характерные удары Гэнсэй-рю — эби-гэри (удар сзади с обеими руками на земле и опущенным к земле лицом) и мандзи-гэри (боковой удар маваси-гэри в аналогичной позиции). Оба удара принадлежат к так называемой группе сядзё-гэри (склоняющееся тело) и также изучаются в Тайдо. Помимо ката, в Гэнсэй-рю также практикуются сихо (яп. 四方, четыре направления) и хаппо (яп. 八方, восемь направлений), упражнения, в которых комбинация движений повторяется несколько раз в разных направлениях (вперёд, назад и т. д.).